# Comté de Boone (Illinois)
Pour les articles homonymes, voir Comté de Boone.
Le comté de Boone est un comté situé dans l'État de l'Illinois, aux États-Unis. En 2020, sa population est de 53 448 habitants. Son siège est Belvidere.

## Démographie
Lors du recensement de 2010, le comté comptait une population de 54 165 habitants. Elle est estimée, en 2016, à 53 503 habitants.